# 科俄斯
科俄斯希腊神话中的一个提坦。
和其他第一代提坦一样，科俄斯是地神该亚与天神乌剌诺斯之子。没有什么关于科俄斯的神话，他只是在列举提坦的名字时才被连带着提到。按照荷马颂歌里的说法，科俄斯与其姐妹福柏结婚，生了勒托与阿斯忒里亚。因此他有几个非常显赫的孙辈，包括阿波罗、阿耳忒弥斯和赫卡忒。

## 资料来源
- 《世界神话辞典》，辽宁人民出版社，ISBN 7-205-00960-X